# Terra Cresta 3D
Terra Cresta 3D (テラクレスタ3D Tera Kuresuta Surī Dī?) es un videojuego de disparos de desplazamiento vertical de 1997 desarrollado por Nihon Bussan y publicado por su sello editorial principal, Nichibutsu, para Sega Saturn en Japón. Es el cuarto videojuego de la serie Cresta después del videojuego de 1992 Terra Cresta II: Mandler's Counterattack para PC Engine. El jugador asume el control de tres naves espaciales y debe completar seis etapas mientras destruye enemigos y evita colisionar con ellos y sus proyectiles. Al recolectar pequeños íconos "F", el jugador puede fusionar las tres naves en una y obtener acceso a armas nuevas y más destructivas.
Terra Cresta 3D es la segunda entrega de la serie que no cuenta con la participación de su creador Shigeki Fujiawara, quien varios años antes dejó Nichibutsu para trabajar en la serie de videojuegos Bomberman de Hudson Soft. Esto dejó a la empresa luchando por producir títulos exitosos orientados a la acción, cambiando el enfoque hacia los videojuegos de arcade de mahjong pornográficos. Terra Cresta 3D fue recibido negativamente por su jugabilidad, diseño de niveles e inferioridad con respecto a videojuegos similares en la plataforma, aunque algunos elogiaron sus gráficos y banda sonora. Es uno de los videojuegos finales de Nichibutsu, ya que cesaron sus operaciones de videojuegos a principios de la década de 2000.

## Jugabilidad
Terra Cresta 3D es un videojuego de disparos de desplazamiento vertical. El jugador asume el papel de tres naves espaciales diferentes (Winger, Gamma y Beta) y tiene la tarea de completar seis etapas destruyendo enemigos y evitando colisionar con ellos y sus proyectiles. La nave Gamma le da al jugador un cañón de cola que puede disparar hacia adelante y hacia atrás, y la nave Beta duplica la potencia de fuego del jugador. Estas naves se pueden encontrar destruyendo pequeñas bases que se encuentran a lo largo de las etapas.
Al recolectar pequeños íconos «F» al derrotar enemigos, el jugador puede combinar las tres naves en una para obtener mayor poder: la combinación con otra nave le da a la nave Winger un rayo de onda, y la combinación con dos le proporciona a la nave láseres que buscan calor y se fijan automáticamente en los enemigos. El jugador también puede lanzar una poderosa bomba que limpia la pantalla en forma de un fénix en llamas que se desliza por la pantalla. Las etapas terminan con un jefe que debe ser derrotado para progresar. Al realizar una combinación de botones en el menú principal, el jugador puede acceder a un truco que le da 99 vidas al comienzo del juego.

## Desarrollo y lanzamiento
Terra Cresta 3D fue lanzado en Japón por Nichibutsu para Sega Saturn el 8 de agosto de 1997. Es el segundo videojuego de Terra Cresta que no tiene ninguna relación con el creador de la serie Shigeki Fujiwara, ya que varios años antes dejó Nichibutsu para trabajar en la serie Bomberman de Hudson Soft. Descrito como «el corazón y el alma de la empresa» por Hardcore Gaming 101, su partida dejó a Nichibutsu luchando por producir videojuegos exitosos orientados a la acción, y en su lugar lanzó una serie de títulos arcade de mahjong pornográficos a fines de la década de 1990. Terra Cresta 3D es uno de los últimos videojuegos de la empresa junto con títulos como Battle Round USA, ya que suspendieron sus operaciones a principios de la década de 2000.

## Recepción
Famitsu se mostró negativa hacia el ritmo lento del videojuego y su inferioridad respecto a títulos similares disponibles en Saturn, creyendo que la jugabilidad básica de Terra Cresta no era adecuada para un videojuego de disparos en 3D. GameFan expresó una respuesta tibia hacia su ritmo lento y bajo nivel de dificultad, aunque les gustaron sus gráficos poligonales y banda sonora. Lo compararon desfavorablemente con Xevious 3D/G de Namco. La revista Next Generation fue especialmente crítica con el videojuego, encontrando sus gráficos en 3D «patéticos» y sus diseños de niveles «del más bajo común denominador, copia genérica y manchada de púrpura de todos los demás juegos de disparos conocidos por la humanidad». Les disgustó especialmente su uso de polígonos debido a que ralentiza la velocidad del videojuego, y encontraron que el videojuego era una decepción en comparación con el Moon Cresta y Terra Cresta originales. Next Generation sugirió que los jugadores esperen Terra Diver de Raizing o RayStorm de Taito. A SuperGamesPower le gustó la idea de combinar las naves de los jugadores para formar una mucho más poderosa, comparándola con títulos arcade como Galaxian y Xevious.
En una reseña retrospectiva de 2016, Jess Ragan de Hardcore Gaming 101 lo llamó una «secuela desconcertantemente diluida» del Terra Cresta original, disgustándole sus gráficos, efectos de transparencia, ángulo de cámara y jugabilidad en general por ser inferior a otros videojuegos de disparos en Saturn y a títulos anteriores de la serie. La salida del creador de la serie Shigeki Fujiwara también fue citada por Ragan como una razón para la repentina caída en la calidad del videojuego en comparación con las entregas anteriores, así como el estado general de la industria de los videojuegos en ese momento y el dominio inminente de los gráficos en 3D. Sintió que era «un milagro» que el videojuego se hiciera debido a que Nichibutsu dedicó principalmente sus operaciones de videojuegos a los videojuegos arcade de mahjong pornográficos hacia fines de la década de 1990. Ragan también elogió la banda sonora por su uso de remezclas orquestales de pistas del original, diciendo que si Nichibutsu hubiera puesto la misma cantidad de esfuerzo en el videojuego que con la música, «podría haber sido algo especial».